# Eloy (entreprise)
Pour les articles homonymes, voir Eloy (homonymie).
Eloy est une entreprise belge située à Sprimont spécialisée dans l'aménagement d’infrastructures, l'assainissement et la construction de bâtiments, les solutions en traitement des eaux, les bétons prêts à l’emploi et la promotion immobilière. Chaque spécialisation est gérée par une des filiales .

## Historique
La société Eloy est créée par Robert Eloy en 1965 lorsqu'il lance sa société de terrassement. Il se spécialise dans le traitements des eaux usées et propose des fosses septiques aux particuliers. Il innove rapidement avec des dégraisseurs, les séparateurs à hydrocarbures ou à fécules, les filtres bactériens ou les stations d'épuration.
Il se lance ensuite dans les travaux de voirie d'envergure.
En 1995 est créée l'oxybille, aujourd'hui oxybee, un support bactérien innovant placé dans les stations d'épuration qui reçoit plusieurs prix.  
En 2010, Eloy crée sa propre centrale à béton.
La filiale Eloy Water est créée pour concevoir, fabriquer, installer, suivre et entretenir les solutions d'assainissement d'eau, entre autres les microstations d'épuration et les filtres compacts (leur filtre X-Perco utilise du xylit comme média filtrant,).